# Muzajjana
Muzajjana (arab. مزينة) – miejscowość w Syrii, w muhafazie Hims. W 2004 roku liczyła 2769 mieszkańców.